# Campidoglio (Saint Paul)
Il Campidoglio di Saint Paul (in lingua inglese Minnesota State Capitol) è la sede governativa dello Stato del Minnesota, negli Stati Uniti d'America. Sorge a Saint Paul, dove fu completato nel 1905 dall'architetto Cass Gilbert e costruito in stile neo-rinascimentale italiano e Beaux-Arts.